# Fiat G.18
Il Fiat G.18 era un bimotore di linea ad ala bassa prodotto dall'azienda italiana Fiat Aviazione nella metà degli anni trenta.

## Storia del progetto
Il G.18 nasce dall'esigenza di dotare la compagnia aerea Avio Linee Italiane, di proprietà del gruppo FIAT, di un nuovo modello. Il progetto viene affidato all'ingegner Giuseppe Gabrielli, già in forze alla Fiat Aviazione e progettista di numerosi velivoli sia civili che militari.
I primi tre esemplari prodotti vennero destinati alla ALI, compagnia di proprietà della casa automobilistica torinese, risultando operativi dai primi mesi del 1936. Dopo i primi voli venne però evidenziato che per l'impiego a loro destinato risultavano sottopotenziati. Per ovviare al problema, l'azienda costruttrice ricorse ad una parziale riprogettazione di alcuni particolari. La coda venne modificata adottando un nuovo impennaggio caratterizzato da una deriva di diverso disegno ed uno stabilizzatore dotato di controventatura, quindi si optò per la sostituzione dell'impianto motore dagli originali A.59 R con una coppia dei più potenti Fiat A.80 RC.41 da 1 030 CV (758 kW), sempre ad architettura radiale ma a doppia stella e dotati di compressore.

## Tecnica

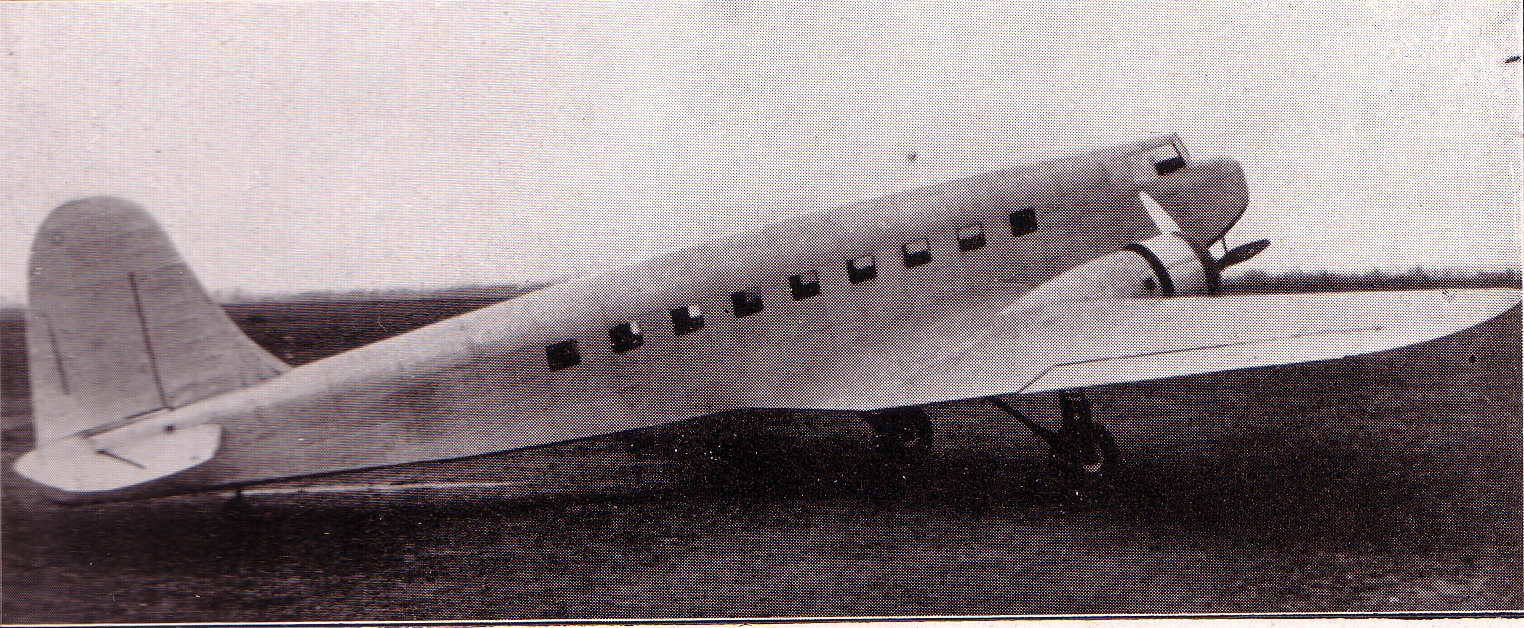
Il Fiat G.18 senza livrea

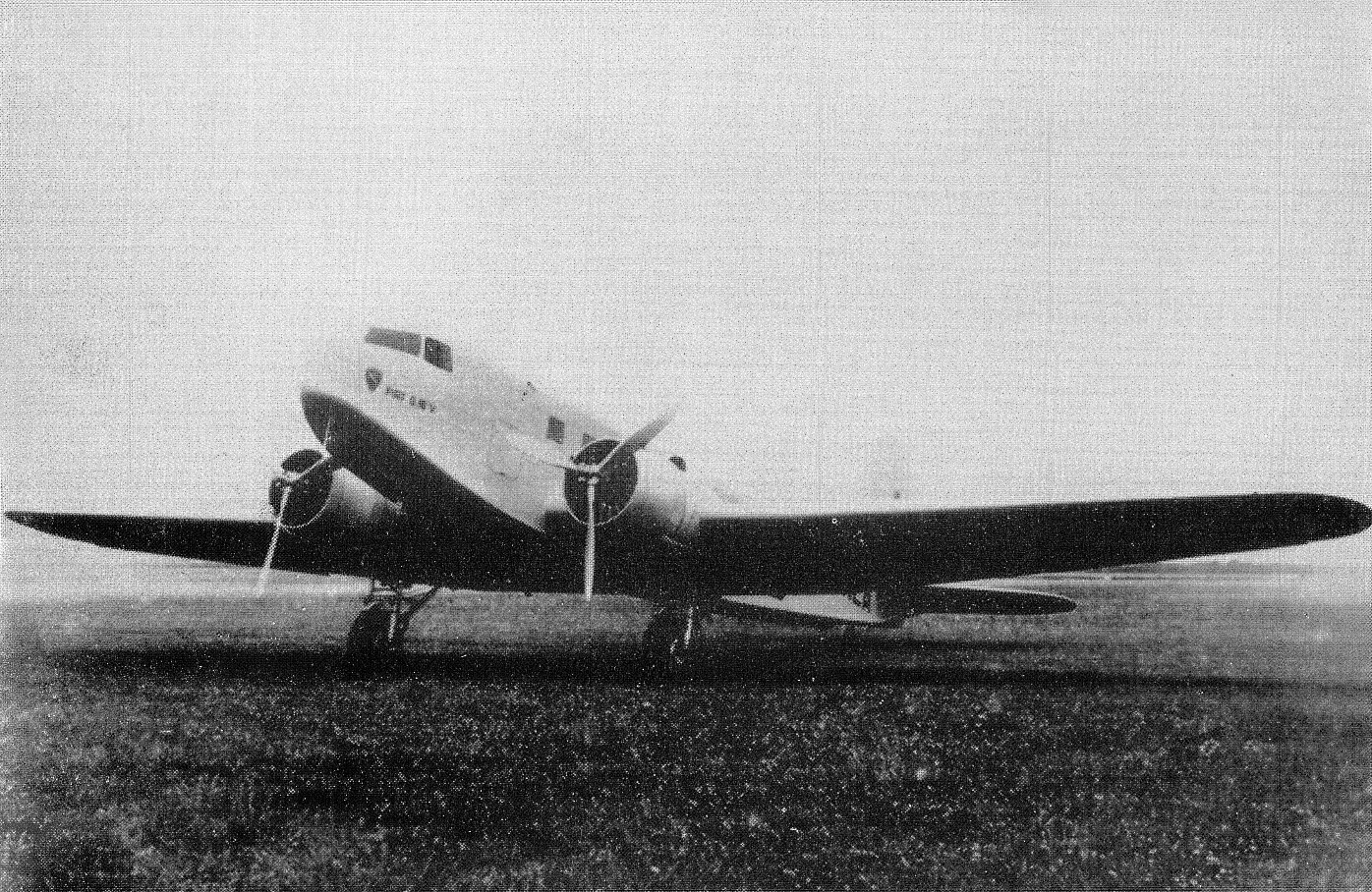
Ancora una vista di un Fiat G.18 senza livrea

Il G.18 era un velivolo dall'aspetto convenzionale; monoplano bimotore ad ala bassa a sbalzo di costruzione interamente metallica.
La fusoliera, di sezione rettangolare, integrava la cabina di pilotaggio posta in posizione superiore collegata allo scomparto passeggeri da 18 posti a sedere ed al vano bagagli. La stessa terminava posteriormente in una coda tradizionale dotato di impennaggio monoderiva di grandi dimensioni.
L'ala, montata bassa e a sbalzo, era divisa in due semiali dalla struttura trilongherone, realizzata in duralluminio e ricoperta da lamiera liscia dello stesso materiale.
Il carrello d'atterraggio presentava una configurazione a triciclo classico con i carrelli anteriori semiretrattili che rientravano nelle gondole motore integrato da un ruotino posteriore d'appoggio posizionato sotto la coda.
La propulsione era assicurata da due motori posizionati in due gondole alari, i Fiat A.59 R da 700 CV (515 kW), dei radiali 9 cilindri raffreddati ad aria, ma era previsto l'utilizzo di motori radiali alternativi di produzione nazionale.

## Impiego operativo
In questa configurazione vennero prodotti sei esemplari, tutti consegnati alla ALI, i quali vennero utilizzati per coprire alcune tratte europee fino allo scoppio della seconda guerra mondiale. Nel giugno 1940 la ALI venne posta sotto il controllo della Regia Aeronautica con il nome di Nucleo Comunicazioni Avio Linee che requisì i G.18 per utilizzarli come aerei da trasporto, tra l'altro, nelle operazioni di trasporto truppe verso l'Albania del novembre successivo, una delle operazioni integrate nella Campagna italiana di Grecia.
Fu in quelle circostanze che il 26 novembre 1940 il Fiat G.18 con numero seriale 1 e marche I-ELIO in volo da Tirana a Linate precipitò in fase di atterraggio incendiandosi al suolo.
Alla data dell'armistizio di Cassibile rimaneva operativo un solo esemplare, mentre tre furono requisiti dalla Luftwaffe ed un ultimo esemplare di G.18 V venne utilizzato dall'Aeronautica Nazionale Repubblicana. Quest'ultimo, con marche I-ELCE, il 30 aprile 1944 rimase coinvolto in un incidente sulla pista dell'Aeroporto di Bresso dove, a causa del carico di munizioni, esplose coinvolgendo anche le infrastrutture alle quali arrecò notevoli danni.

## Versioni
G.18
versione originale, prodotta in tre esemplari ed equipaggiata con due motori Fiat A.59 R da 700 CV (515 kW)
G.18V
sviluppo della versione G.18, prodotta in sei esemplari e dotata di due motori Fiat A.80 RC.41 da 1 030 CV (758 kW)

## Utilizzatori

### Civili
Italia
- Avio Linee Italiane (ALI)

### Militari
Germania
- Luftwaffe

Operò con tre esemplari requisiti dopo l'Armistizio di Cassibile.
 Italia
- Regia Aeronautica

 Repubblica Sociale Italiana
- Aeronautica Nazionale Repubblicana